# France Pouzoulet
France Pouzoulet (6 de febrero de 1976) es una deportista francesa que compitió en taekwondo. Ganó una medalla de bronce en el Campeonato Mundial de Taekwondo de 1999, en la categoría de –47 kg.

## Palmarés internacional
| Campeonato Mundial | Campeonato Mundial | Campeonato Mundial | Campeonato Mundial |
| Año                | Lugar              | Medalla            | Categoría          |
| ------------------ | ------------------ | ------------------ | ------------------ |
| 1999               | Edmonton (Canadá)  | Medalla de bronce  | –47 kg             |